# 粗球果葶苈
粗球果葶苈（学名：Draba glomerata var. dasycarpa）为十字花科葶苈属球果葶苈的变种。分布在中国大陆的四川、西藏、甘肃等地，生长于海拔4,040米至5,340米的地区，常生于山坡砂砾地和碎石质缓坡，目前尚未由人工引种栽培。